# Reto Hollenstein
Reto Hollenstein (Frauenfeld, 22 augustus 1985) is een voormalig Zwitsers wielrenner.

## Carrière
In 2011 werd Reto Hollenstein derde in een bergetappe in de Ronde van Oostenrijk. In de Ronde van Italië van 2012 brak hij zijn sleutelbeen in de dertiende etappe. In de Ronde van Frankrijk van 2014 startte hij niet meer voor de zeventiende etappe, omdat hij tijdens de vorige etappe een ingeklapte long had opgelopen.
In 2016 eindigde hij op de tweede plaats in het algemeen klassement van de Ronde van België.

## Resultaten in voornaamste wedstrijden
| Jaar | Ronde van Italië | Ronde van Frankrijk | Ronde van Spanje |
| ---- | ---------------- | ------------------- | ---------------- |
| 2012 | opgave           |                     |                  |
| 2013 |                  |                     |                  |
| 2014 |                  | opgave              |                  |
| 2015 |                  | 75e                 |                  |
| 2016 |                  | 97e                 |                  |
| 2017 |                  | 150e                |                  |
| 2018 |                  |                     | 55e              |
| 2019 | 94e              |                     |                  |
| 2020 |                  |                     | 72e              |
| 2021 |                  | 136e                |                  |
| 2022 | 129e             |                     |                  |

| Jaar | Milaan-San Remo | Gent-Wevelgem | Ronde van Vlaanderen | Parijs-Roubaix | Amstel Gold Race | Luik-Bast.‑Luik | Ronde van Lombardije | Waalse Pijl |  | WK op de weg |  | Wereldranglijsten |
| ---- | --------------- | ------------- | -------------------- | -------------- | ---------------- | --------------- | -------------------- | ----------- |  | ------------ |  | ----------------- |
| 2012 |                 |               | opgave               | buit.tijd      |                  |                 |                      |             |  |              |  |                   |
| 2013 |                 | opgave        |                      |                | 64e              | 100e            | opgave               |             |  |              |  |                   |
| 2014 |                 |               |                      |                | 91e              | 91e             |                      | 84e         |  |              |  |                   |
| 2015 |                 | opgave        | opgave               |                | opgave           |                 |                      |             |  |              |  |                   |
| 2016 | 161e            | opgave        | 68e                  | 56e            |                  |                 |                      |             |  | opgave       |  |                   |
| 2017 | 78e             |               | 60e                  | 48e            |                  |                 |                      |             |  |              |  | 290e (UWT)        |
| 2018 |                 |               |                      |                |                  | 127e            |                      |             |  |              |  | 221e (UWT)        |
| 2019 | 109e            | opgave        | 82e                  | 58e            |                  |                 |                      |             |  |              |  |                   |
| 2020 | 82e             |               |                      |                |                  | 100e            |                      | 129e        |  |              |  |                   |
| 2021 |                 |               | opgave               |                | opgave           | 120e            | 73e                  | 114e        |  |              |  |                   |
| 2022 |                 |               |                      | 81e            | 110e             | opgave          | 89e                  | 119e        |  |              |  |                   |

## Ploegen
- 2008 –  Atlas-Romer's Hausbäckerei
- 2009 –  Vorarlberg-Corratec
- 2010 –  Vorarlberg-Corratec
- 2011 –  Team Vorarlberg
- 2012 –  Team NetApp
- 2013 –  IAM Cycling
- 2014 –  IAM Cycling
- 2015 –  IAM Cycling
- 2016 –  IAM Cycling
- 2017 –  Team Katjoesja Alpecin
- 2018 –  Team Katjoesja Alpecin
- 2019 –  Team Katjoesja Alpecin
- 2020 –  Israel Start-Up Nation
- 2021 –  Israel Start-Up Nation
- 2022 –  Israel-Premier Tech
- 2023 –  Israel-Premier Tech

Aregger · 
Bandiera ·
Brändle · 
Cusin · 
Denifl · 
Elmiger · 
Fumeaux · 
Goddaert · 
Haussler · 
Hinault · 
Hollenstein · 
Ista · 
Klemme · 
Lang · 
Larsson · 
Löfkvist · 
Pelucchi · 
Pliușchin · 
Reichenbach · 
Saramotins · 
Schelling · 
Tschopp · 
Wyss
Aregger · Brändle · Chavanel · Denifl · Elmiger · Frank · Fumeaux · Goddaert (tot 18/02) · Haussler · Hinault · Hollenstein · Ista · Klemme · Kluge · Lang · Larsson · Löfkvist · Pelucchi · Pineau · Reichenbach · Reynés · Saramotins · Schelling · Tschopp · Wyss
Aregger · Brändle · Chavanel · Chevrier · Clement · Coppel · Degand · Denifl · Devenyns · Elmiger · Enger · Frank · Fumeaux · Haussler · Hollenstein · Kluge · Lang · Pantano · Pellaud · Pelucchi · Pineau · Reichenbach · Reynés · Saramotins · Schelling · Tanner · Vangenechten · Warbasse · Wyss
Aregger · Brändle · Chevrier · Clement · Coppel · Denifl · Devenyns · Elmiger · Enger · Frank · Fumeaux · Haussler · Hollenstein · Howard · Kluge · Laengen · Lang · Naesen · Pantano · Pellaud · Pelucchi · Reynés · Saramotins · Tanner · Vangenechten · Warbasse · Wyss · Zaugg
Belkov · Biermans · Bystrøm · Gonçalves · Haller · Hollenstein · Kišerlovski · Koeznetsov · Kotsjetkov · Kristoff  · Lammertink · Losada · Machado · Mamykin · Martin   · Mathis · Mørkøv · Planckaert · Politt · Restrepo · Špilak · Taaramäe · Vicioso · Würtz Schmidt · Zabel · Zakarin · Havik (stagiair)
Belkov · Biermans · Boswell · Cras · Dowsett · Fabbro · Gonçalves · Haas · Haller · Hollenstein · Kittel · Kišerlovski · Koeznetsov · Kotsjetkov · Lammertink · Machado · Martin · Mathis · Planckaert · Politt · Restrepo · Smit · Špilak · Würtz Schmidt · Zabel · Zakarin
Battaglin · Biermans · Boswell · Cras · Debusschere · Dowsett · Fabbro · Gonçalves · Guerreiro · Haas · Haller · Hollenstein · Kittel · Koeznetsov · Kotsjetkov · Navarro · Politt · Smit · Špilak · Strachov · Tanfield · Würtz Schmidt · Zabel · Zakarin
Badilatti · Barbier · Biermans · Boivin · Brändle · Cataford · Cimolai · Dowsett · Einhorn · Goldstein · Greipel · Hermans · Hofstetter · Hollenstein · Martin · McCabe · Navarro · Neilands · Niv · Piccoli · Politt · Räim · Renard · Sagiv · Schelling · Sutherland · Vahtra · Van Asbroeck · Würtz Schmidt · Zabel
Barbier · Berwick · Bevin · Biermans · Boivin · Brändle · Cataford · Cimolai · De Marchi · Dowsett · Einhorn · Froome · Goldstein · Greipel · Hagen · Hermans · Hofstetter · Hollenstein · Impey · Jones vanaf 1 juli · Martin · Neilands · Niv · Piccoli · Renard · Sagiv · Vahtra · Van Asbroeck · Vanmarcke · Woods · Würtz Schmidt · Zabel
Barbier · Berwick · Bevin · Biermans · Boivin · Brändle · Cataford · Clarke · De Marchi · Dowsett · Einhorn · Froome · Fuglsang · Goldstein · Hagen · Hermans · Hollenstein · Houle · Impey · Jones · Neilands · Niv · Nizzolo · Piccoli · Sagiv (tot 3/8) · Strong · Teuns (vanaf 5/8) · Van Asbroeck · Vanmarcke · Woods · Würtz Schmidt · Zabel · Riccitello (stagiair)
Berwick · Boivin · Clarke · Einhorn · Frigo · Froome · Fuglsang · Gee · Goldstein · Hermans · Hollenstein · Hollyman · Houle · Impey · Jones · Neilands · Nizzolo · Pozzovivo (vanaf 6/3) · Reynders · Riccitello · Sagiv · Schultz · Strong · Teuns · Van Asbroeck · Vanmarcke (tot 7/7) · Williams · Woods · Würtz Schmidt · Zabel · Gilmore (stagiair) · Sheehan (stagiair)